# John Russell, 4. vévoda z Bedfordu
John Russell, 4. vévoda z Bedfordu (John Russell, 4th Duke of Bedford, 4th Marquess of Tavistock, 8th Earl of Bedford, 8th Baron Russell, 4th Baron Howland and Streatham) (30. září 1710 – 5. nebo 15. ledna 1771) byl britský státník z významného šlechtického rodu Russellů. Jako vlivný zástupce whigů ve Sněmovně lordů patřil k výrazným osobnostem britské politiky 18. století, během své kariéry byl ministrem vnitra, námořnictva, místokrálem v Irsku a prezidentem Tajné rady. Uplatnil se také jako diplomat a získal i vysoké hodnosti v armádě, byl rytířem Podvazkového řádu.

## Politická kariéra
Narodil se jako čtvrtý syn 2. vévody z Bedfordu a jeho manželky Elizabeth Howland (1682–1724). Po předčasné smrti starších bratrů zdědil v roce 1732 titul vévody z Bedfordu a vstoupil do Sněmovny lordů, kde se připojil k vnitrostranické whigistické opozici proti premiéru Walpolovi, později kritizoval i jeho nástupce 2. hraběte Granville. Po Granvillově odchodu se stal členem vlády jako první lord admirality (1744–1748), zároveň byl v roce 1744 jmenován členem Tajné rady. Za války o rakouské dědictví krátce sloužil v armádě a dosáhl hodnosti plukovníka (1745) Třikrát byl též úřadujícím lordem kancléřem (1745, 1748, 1750), v létě 1745 za nepřítomnosti Jiřího II. byl členem sboru lordů místodržících a v roce 1749 obdržel Podvazkový řád. Zatímco v úřadu prvního lorda admirality byl úspěšný, později jako státní sekretář vnitra (1748–1751) se již tak neosvědčil a z vlády odešel po sporech s bratry Pelhamovými (1. vévoda z Newcastle a Henry Pelham). Poté se stal předním mluvčím whigistické opozice Bedford Whigs. Tato skupina se uplatňovala především na půdě Sněmovny lordů, ale její sympatizanti jako bohatí velkostatkáři ovlivňovali i volby do Dolní sněmovny na svých panstvích (lord Sandwich, lord Gower, vévoda z Marlborough).
Do nejvyšších úřadů se vrátil jako místokrál v Irsku (1757–1761), v této funkci získal popularitu snížením sankcí proti katolíkům. Do Londýna byl povolán zpět po nástupu Jiřího III., při jehož korunovaci zastával čestnou funkci Lord High Constable. V letech 1761–1763 byl lordem strážcem tajné pečeti a v letech 1763–1765 lordem prezidentem Tajné rady. Mezitím v letech 1762–1763 vedl diplomatické poselství do Francie, kde měl vyjednat podmínky ukončení sedmileté války. Při této příležitosti dostal darem od Ludvíka XV. jídelní servis z porcelánky v Sèvres, který dnes patří k hodnotému mobiliáři rodového sídla Woburn Abbey. Nakonec ztratil přízeň Jiřího III. a v červenci 1765 musel rezignovat, i nadále ale zůstal vlivným zástupcem whigů ve Sněmovně lordů. Do smrti zastával i funkce v hrabstvích Devon a Bedford, v letech 1765–1771 byl také kancléřem univerzity v Dublinu. Mezitím postupoval i v armádních hodnostech, i když ve vojsku již aktivně nesloužil (generálmajor 1755, generálporučík 1759). Vystupoval jako povýšený a domýšlivý velmož se sklony k arogantnímu chování, zároveň ale dokázal uplatnit aristokratickou grácii, aby získal přízeň těch, kteří mohli být prospěšní jeho kariéře. V roce 1770 ochrnul a zemřel krátce poté na rodovém sídle Woburn Abbey.

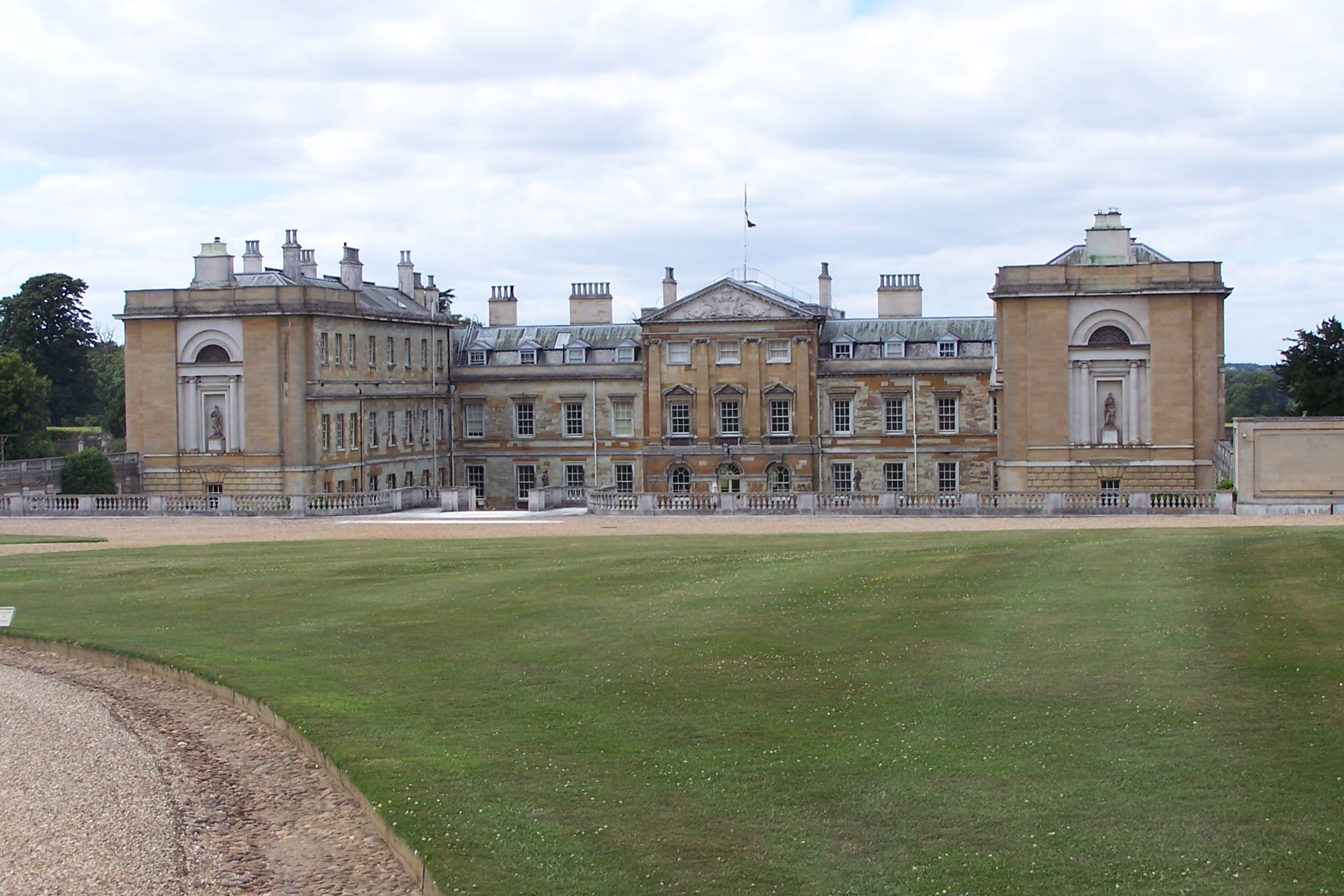
Zámek Woburn Abbey v hrabství Bedfordshire, sídlo vévodů z Bedfordu

## Rodina
Jeho první manželkou byla Diana Spencer (1710–1735), sestra 3. vévody z Marlborough, podruhé se oženil s Grace Leveson-Gower (1714–1794), dcerou 1. hraběte z Goweru. Z druhého manželství pocházel jediný syn Frederick Russell, markýz z Tavistocku (1739–1767), který sloužil v armádě a byl členem Dolní sněmovny (1759–1767), ale zemřel ještě před otcem následkem pádu z koně. Titul vévody a rodový majetek pak postupně zdědili jeho synové Francis Russell, 5. vévoda z Bedfordu (1765–1802), a John Russell, 6. vévoda z Bedfordu (1766–1839).